# José Luis Díez García
José Luis Díez García (Madrid, 1960) es un historiador del arte español.

## Biografía
José Luis Díez es Licenciado en Geografía e Historia por la Universidad Autónoma de Madrid y doctor en Historia del Arte por la Universidad Complutense de Madrid. Realizó su tesis sobre el pintor valenciano Vicente López Portaña. Desde 1987 es conservador del Cuerpo de Facultativos del Estado. Fue Jefe del Área de Conservación de Pintura del siglo XIX del Museo del Prado, Subdirector del mismo museo y Director de las Colecciones Reales de Patrimonio Nacional, y el primer Director del Museo de las Colecciones Reales. Está especializado en pintura española del siglo XIX y ha dedicado sus mayores esfuerzos a la revalorización de la pintura de Historia, el Neoclasicismo español y los pintores españoles del reinado de Isabel II. Actualmente es asesor del Ministerio de Cultura y Deporte.
El 8 de enero de 2010 fue elegido por unanimidad miembro numerario de la Real Academia de la Historia.

## Exposiciones de las que ha sido comisario
- La pintura de Historia en España en el siglo XIX, Museo del Prado (Salas del desaparecido M. E. A. C.), 1992.
- Federico de Madrazo y Kuntz (1814-1895), Madrid, Museo del Prado, 1997.
- José de madrazo (1781-1859), Santander - Madrid, Fundación Marcelino Botín - Museo Municipal, 1998
- El Siglo XIX en el Museo del Prado, Madrid, Museo del Prado, 2007
- Joaquín Sorolla (1863-1923), Madrid, Museo del Prado, 2009.

## Distinciones honoríficas
- Encomienda de la Orden Civil de Alfonso X el Sabio [Reino de España]
- Encomienda de la Orden de Isabel la Católica [Reino de España]
- Chevalier des Arts et des Lettres [República Francesa]